# Estadio Nacional de las Bermudas
El Estadio nacional de las Bermudas (en inglés: Bermuda National Stadium), también conocido como Centro Deportivo Nacional de Bermudas, es un complejo deportivo multipropósito en la parroquia de Devonshire, en las islas Bermudas, justo al este de la capital, la ciudad de Hamilton.
El estadio principal se utiliza actualmente sobre todo para los partidos de fútbol. El estadio tiene capacidad para 8500. El estadio es utilizado por los Bermudas Hogges de la segunda división de la Liga de Fútbol Unida.
Situado justo al norte del Estadio Nacional hay un campo de críquet del mismo nombre que es utilizado por el equipo de críquet de las Bermudas.